# تلفزيون لبنان
تلفزيون لبنان (بالفرنسية: Télé Liban)‏ هي شركة التلفزة اللبنانية الرسمية التي تشرف عليها الحكومة اللبنانية. أنشئت عام 1977 بدمج شركتين هما «شركة التلفزيون اللبنانية» و«تلفزيون لبنان والمشرق». وتعتبر الشركتين من أقدم شركات التلفزة في المنطقة العربية. وكان الإنتاج التلفزيوني للشركة السباق في إنتاج الدراما العربية التي انتشرت في العالم العربي قبل الحرب الأهلية إلا أن إنتاجيتها انخفضت مع بداية الحرب، وانعدمت بعد الحرب بسبب انتشار المحطات الخاصة.

## تاريخ الشركة

### شركة التلفزيون اللبنانية
أسس وسام عزالدين شركة التلفزيون اللبنانية بالشراكة مع شركة طومسون الفرنسية المنتجة للتلفزيونات. وبمساعدة دوري شمعون استحصلوا على رخصة للبث عام 1957م. وبسبب حرب لبنان في عام 1958م، تأخر التنفيذ إلى 1959م حيث أنشؤوا المبنى في تلة الخياط وهي أعلى تلة رملية في بيروت. وكانت تُبَث بلغتين: اللغة العربية فيما عرف «بالقناة 7» وباللغة الفرنسية فيما سمي بـ«القناة 9» بمشاركة شركة أوأر تي أف الفرنسية.
كرست برامج الشركة شخصيات تلفزيونية أخذت حيزها من الوجدان الشعبي مثل «أبو ملحم» الذي تحول إلى شخصية نمطية لا تزال تُستخدم للدلالة على أسلوب الوعظ والمثالية في الحياة و«أبو سليم الطبل» و«الدنيا هيك» البرامج الفكاهية.

### شركة تلفزيون لبنان والمشرق
شيد مبنى شركة تلفزيون لبنان والمشرق عام 1961 في منطقة الحازمية من ضواحي بيروت. كانت تعرف بـ«القناة 11» وتبث باللغة العربية وكان معظم مساهميها من الفرنسيين.[بحاجة لمصدر]

### دمج الشركتين
لم تسمح السوق الإعلانية الضيقة للشركتين بالاستمرار طويلاً فدمجتا نشرة الأخبار في العام 1974م لتقليل الخسائر. وفي العام 1977م، بعد تردي الأوضاع الاقتصادية في لبنان بسبب الحرب الاهلية، تم دمج الشركتين نهائياً وسميت الشركة الجديدة «تلفزيون لبنان» حيث اشترت الدولة اللبنانية %51 من اسهمها وأعطته حقاً حصرياً باستغلال الأقنية التلفزيونية في لبنان حتى العام 2012م. ومع تصاعد الحرب الأهلية، انقسم تلفزيون لبنان على نفسه، كما كانت حال بيروت، فأصبحت القناة 7 والقناة 9 (الناطقة بالفرنسية) ،والقناتان 5 و11 (الناطقة بالعربية)
وفي عام 1991م، بعد عودة الاستقرار إلى لبنان، وحدت الحكومة اللبنانية المحطتين والغت القناة الفرنسية وأصبح تلفزيون لبنان محطة التلفزة الرسمية في لبنان.

### الوضع الراهن لتلفزيون لبنان
بسبب السيطرة الواسعة لوسائل الإعلام اللبنانية الخاصة فقد تراجعت نسبة المشاهدة بشكل كبير، وزاد الطين بلة عدم مواكبة القناة لتقنيات
البث الحديثة أو لبث برامج مسلية تجذب المشاهدين. 

### بث كأس العالم 2014
في خطوة جديدة من نوعها أقدم تلفزيون لبنان على بث مباريات كأس العالم أرضيا بدءا من مباراة ألمانيا والبرتغال وحصل على نسبة مشاهدة عالية في فترة المونديال وإعلانات كثيفة كما ونال دعم اللبنانيين بعد رفع شركة بي إن سبورت دعوى ضده بسبب عرضه كأس العالم 2014 لكنه فاز بالدعوى.

## أشهر برامج تلفزيون لبنان
أما المسلسلات التي قدمت على شاشة التلفزيون الرسمي ثم انتقلت إلى الشاشات العربية فهي لا تعد ولا تحصى. منها «المشوار الطويل» و«ألو حياتي» و«النهر» و«عازف الليل» و«10 عبيد صغار». كذلك المسلسلات البدوية مثل «فارس ونجود» و«فارس بني عياد» و«النهر»، و«ديالا». والعديد من البرامج التاريخية مثل «العقد الفريد» و«البخلاء» وبرامج المنوعات مثل «بيروت في الليل».
وصنعت تلفزيون لبنان نجوما كبارا أصبحوا رواداً في عالم المرئي مثل «فيروز» و«الأخوين رحباني» و«سميرة توفيق» و«نجيب حنكش» و«منير معاصري» و«نضال الأشقر» و«انطوان كرباج» و«رضا كبريت» و «سمير شمص» و «عبد المجيد مجذوب» وغيرهم.

## راجع أيضا
- تلفزة لبنان